# Cnodocentron immaculatum
Cnodocentron immaculatum är en nattsländeart som beskrevs av Oliver S. Flint Jr. 1991. Cnodocentron immaculatum ingår i släktet Cnodocentron och familjen Xiphocentronidae. Inga underarter finns listade i Catalogue of Life.